# Ogród Zoologiczny w Kownie

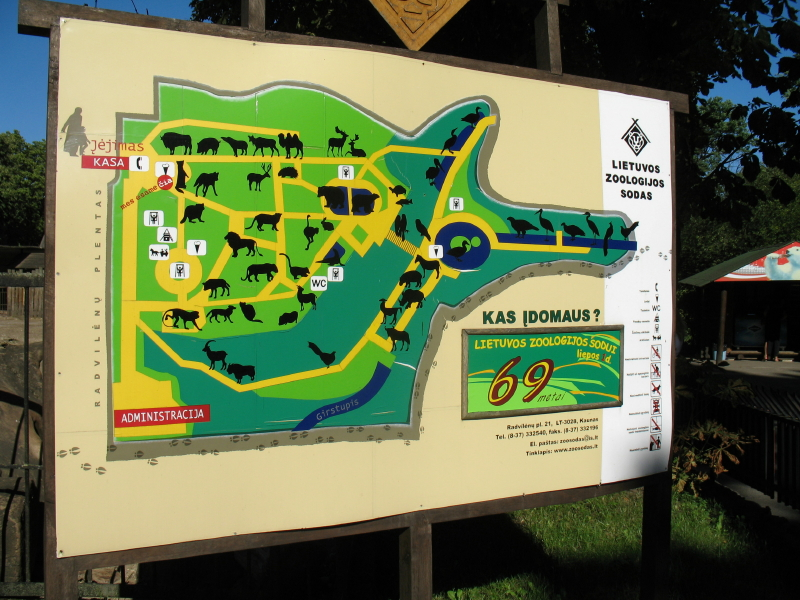
Mapa ogrodu

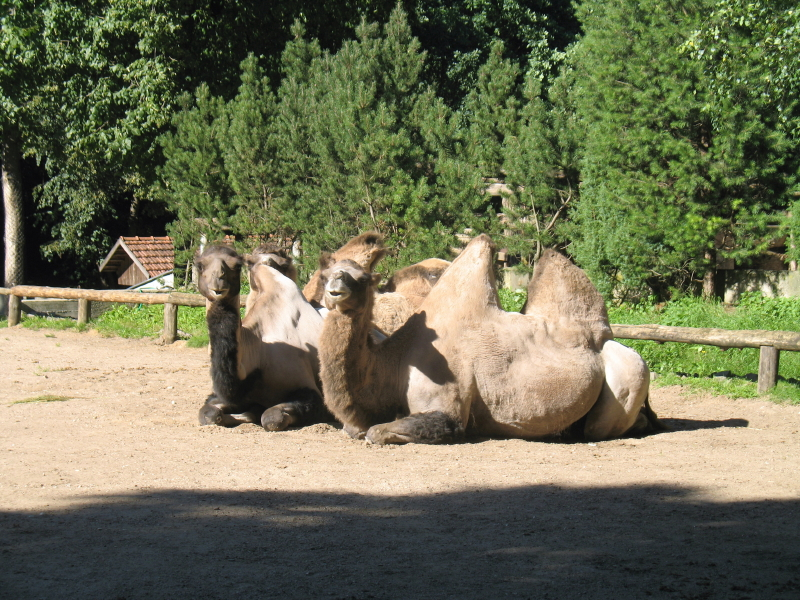
Kowieńskie wielbłądy

Litewski Ogród Zoologiczny w Kownie (lit. Lietuvos zoologijos sodas) – najstarszy litewski ogród zoologiczny utworzony w 1935 roku w ówczesnej stolicy Litwy. 
Ogród powstał z inicjatywy litewskiego zoologa i botanika, profesora Uniwersytetu Witolda Wielkiego, Tadasa Ivanauskasa. Uroczystego otwarcia dokonano 1 lipca 1938 roku - w pierwszym roku działalności można było podziwiać 40 gatunków zwierząt, wśród nich wielbłądy, osły, dingo, zebry, kapucynki, żubry, bażanty i papugi. 
Obecnie znajduje się tu ponad dwa tysiące osobników reprezentujących prawie 270 gatunków.
W okresie międzywojennym działało też niewielkie Zoo w Wilnie. 